# Nuno Gomes
Nuno Gomes, geboren als Nuno Miguel Soares Pereira Ribeiro (Amarante, 5 juli 1976) is een Portugees voormalig voetballer.

## Carrière
Hij begon zijn carrière bij Boavista in 1994, waarmee hij in 1997 de Portugese beker won. Vandaar ging hij verder naar Benfica waar hij 60 keer scoorde in 101 wedstrijden in drie seizoenen. Na Euro 2000 en drie seizoenen in het Estádio da Luz, werd hij voor 17 miljoen euro verkocht aan Fiorentina dat in zijn eerste seizoen meteen de beker veroverde. Maar na het tweede seizoen ging Fiorentina failliet en ging Gomes terug naar Benfica. Wegens verscheidene blessures haalde hij nooit meer zijn absolute top, maar toch bleef hij een hardwerkende goaltjesdief, waar verscheidene clubs belangstelling voor hadden.
Begin juli 2011 vertrok Nuno Gomes naar Braga nadat Benfica besloten had zijn contract niet te verlengen, hiermee eindigde zijn in totaal twaalf jaargangen lange spelersloopbaan bij de Portugese grootmacht.
Op 3 juli 2012 tekende Nuno Gomes een tweejarig contract bij de Engelse Blackburn Rovers. Op 18 augustus maakte hij zijn debuut in het team, tegen Ipswich Town, en scoorde de volgende speelronde zijn eerste doelpunt, tegen Leicester City.
Gomes  heeft de UEFA-managmentopleiding Executive Master for International Players (MIP) gedaan.

## Interlandcarrière
Op internationaal vlak heeft hij alle selecties doorlopen vanaf de U-15. Hij maakte zijn debuut voor het nationale selectie in 1996 op 19-jarige leeftijd. Gomes maakte op EURO 2000 vier goals voor Portugal en hielp zo zijn team aan een plaats in de halve finales. Na afloop van de verloren halve finale tegen Frankrijk, kreeg hij een rode kaart wegens intimidatie van de Oostenrijkse scheidsrechter Günter Benkö, wat hem een schorsing van acht maanden opleverde. Hij scoorde ook op het EURO 2004, waar hij met Portugal vice-Europees kampioen werd. Op het WK 2006 in Duitsland scoorde hij het enige Portugese doelpunt in de wedstrijd om de derde plaats die 3-1 door het gastland werd gewonnen. Gomes zat ook bij de Portugese selectie van EURO 2008, daar maakte hij in de kwartfinale tegen Duitsland zijn zesde goal op EK-niveau. De Portugees kwam daarmee op gelijke hoogte met Patrick Kluivert en de Fransman Thierry Henry, die eveneens 6 EK-doelpunten op hun naam hebben staan.
Hij keerde in 2011 terug in het Portugese nationale elftal, na een afwezigheid van bijna twee jaar. De dan 35-jarige aanvaller werd door bondscoach Paulo Bento geselecteerd voor de oefeninterland die Portugal op 10 augustus in Faro tegen Luxemburg speelde.

## Clubstatistieken
| Seizoen | Club             | Duels | Goals | Competitie     |
| ------- | ---------------- | ----- | ----- | -------------- |
| 1994/95 | Boavista         | 17    | 1     | SuperLiga      |
| 1995/96 | Boavista         | 28    | 7     | SuperLiga      |
| 1996/97 | Boavista         | 34    | 15    | SuperLiga      |
| 1997/98 | Benfica          | 33    | 18    | SuperLiga      |
| 1998/99 | Benfica          | 34    | 24    | SuperLiga      |
| 1999/00 | Benfica          | 34    | 18    | SuperLiga      |
| 2000/01 | Fiorentina       | 30    | 9     | Serie A        |
| 2001/02 | Fiorentina       | 23    | 5     | Serie A        |
| 2002/03 | Benfica          | 27    | 9     | SuperLiga      |
| 2003/04 | Benfica          | 21    | 7     | SuperLiga      |
| 2004/05 | Benfica          | 23    | 8     | SuperLiga      |
| 2005/06 | Benfica          | 29    | 15    | SuperLiga      |
| 2006/07 | Benfica          | 24    | 6     | SuperLiga      |
| 2007/08 | Benfica          | 25    | 7     | SuperLiga      |
| 2008/09 | Benfica          | 24    | 7     | SuperLiga      |
| 2009/10 | Benfica          | 13    | 3     | SuperLiga      |
| 2010/11 | Benfica          | 5     | 4     | SuperLiga      |
| 2011/12 | Braga            | 20    | 6     | SuperLiga      |
| 2012/13 | Blackburn Rovers | 18    | 4     | Premier League |

## Erelijst
- Europees kampioen U-18: 1994
- Portugees junioren kampioen met Boavista
- Portugese Bekerwinnaar, Boavista: 1996–97
- Italiaanse Bekerwinnaar, Fiorentina: 2000–01
- Portugese Bekerwinnaar, Benfica: 2003–04
- Taça da Liga winnaar, Benfica: 2008–09, 2009–10, 2010–11
- Portugese Competitie winnaar, Benfica: 2004–05, 2009–10
- Portugese Supercup winnaar, Benfica: 2005
- 4e plaats OS 1996
- 3e plaats WK U-20
- verliezend halvefinalist Euro 2000
- vice Europees Kampioen EK 2004
- 4e plaats WK 2006